# Никогда не сдавайся
«Никогда не сдавайся» (англ. Never Back Down ) — спортивная молодёжная драма 2008 года. Рейтинг фильма — PG-13.

## Сюжет
Джейк Тайлер (Шон Фэрис) сам в прошлом навязывал себе неприятности, участвуя почти во всех драках. Но всё дело в том, что неприятности всегда сами находят его. Джейк — американский футболист, звезда школьной команды в маленьком тихом городке в Сан-Андреасе. Вскоре семья Тайлера переезжает в яркий и знойный Орландо в штате Флорида, чтобы помочь теннисной карьере младшего брата Чарли (Уайт Смит). На новом месте Джейк — изгой. Ему нравится его одноклассница, обворожительная Баха Миллер (Эмбер Херд), поэтому юноша приходит на вечеринку, где ввязывается в драку с местным авторитетом Райаном МакКарти (Кэм Жиганде), в результате тот жестоко избивает главного героя. Позже Джейк знакомится со своим одноклассником Максом (Эван Питерс), который рассказывает юноше о Смешанных боевых искусствах — местном виде спорта, который пользуется бешеной популярностью среди молодёжи. Новый друг настаивает на встрече Джейка с тренером Жаном Рока (Джимон Хонсу), способным превратить юношу в чемпиона по смешанной борьбе. Но как только Джейку начинает казаться, что жизнь налаживается, всё переворачивается вверх дном: в этом обществе ярких и неоднозначных любителей спорта есть и те, кто хочет видеть Джейка участником грядущих соревнований. Отказавшись от участия в турнире, Джейк разозлил Райана и тот в ответ избил Макса. Джейку пришлось идти на турнир, но идёт он туда не ради мести, обуздав свой гнев, Джейк бьётся за признание самого себя. В ходе турнира, Райан намеренно травмировал глаз одного из бойцов, за что был дисквалифицирован, а Джейк победил всех соперников, получив травму рёбер, но отказался драться дальше, узнав, что Райана выперли. Райан в негодовании, но Джейк объясняет, что это их разборки, а турнир его не интересует. Райан решает устроить бой прям на улице, на что сбежались все зрители. Райан практически одержал вверх, но Джейк, обуздавший свой гнев, справляется, он использует гнев Райана против него же, избивает его и отправляет в нокаут с ноги, возвращая должок из первого боя. Проходит время, Макс вышел из больницы, встречается с подругой Бахи, Джейк получил всеобщее признание, Райан больше не ведёт себя как задира и теперь смотрит на Джейка с уважением, тренер наконец-то решил вернуться домой к семье, а Джейк со своей девушкой Бахой счастливы. 

## В ролях
- Шон Фэрис — Джейк Тайлер
- Джимон Хонсу — Жан Рока
- Эмбер Хёрд — Баха Миллер
- Кэм Жиганде — Райан МакКарти
- Эван Питерс — Макс Куперман
- Лесли Хоуп — Марго Тайлер
- Виатт Смит — Чарли Тайлер

## Саундтрек
1. My Chemical Romance — «Teenagers»
2. Soulja Boy / Travis Barker — «Crank Dat Soulja Boy (Travis Barker Remix)»
3. Lil Wayne & Chamillionaire — «Rock Star»
4. Toby McKeehan & T-Bone — «The Slam»
5. The Red Jumpsuit Apparatus — «False Pretense»
6. 12 Stones — «Anthem For The Underdog»
7. The Bravery — «Above And Below»
8. TV On The Radio — «Wolf Like Me»
9. Rise Against — «Under The Knife»
10. Flipsyde — «Someday»
11. The Cribs — «Be Safe»
12. Mellowdrone — «Orange Marmalade»
13. Mutemath — «You Are Mine»
14. Канье Уэст — «Stronger»
15. The Bravery — «Time Won’t Let Me Go»
16. Gym Class Heroes — «It’s OK, But Just This Once!»
17. Tiësto — «Tales From The South»
18. King Juju — «Outta Control»
19. Papa Roach — «…To Be Loved» (использовалась только в трейлере к фильму)[2]